# 德米特里·德米特里耶维奇·璞科第
德米特里·德米特里耶维奇·璞科第（俄语：Дми́трий Дми́триевич Покоти́лов，1865年8月13日—1908年2月23日），是俄国的外交官、商人，俄国财政大臣谢尔盖·维特的亲信，曾担任驻清朝公使、华俄道胜银行天津分行总经理。